# Quatuor de Berne
Le Quatuor de Berne (Berner Streichquartett en allemand) est un quatuor à cordes suisse fondé en 1971, aujourd'hui dissous.

## Historique
Le Quatuor de Berne est fondé en 1971 par la Bernische Musikgesellschaft.
Les membres fondateurs du quatuor sont Alexander van Wijnkoop au premier violon, Eva Zurbrügg au second violon, Heinrich Forster à l'alto et Walter Grimmer au violoncelle.
La formation se consacre à un vaste répertoire qui couvre L'Art de la fugue, les œuvres classiques et romantiques ainsi que la musique contemporaine, domaine dans lequel le quatuor est très investi, travaillant étroitement avec les compositeurs dont il crée les partitions.
L'ensemble est aujourd'hui dissous.
Il existait un précédent « quatuor de Berne », formé en 1915 et constitué d'Alphonse Brun (violon I), Walter Garraux puis Théo Hug (violon II), Hans Blume puis Walter Kägi (alto) et Lorenz Lehr puis Richard Stützenegger (violoncelle), qui a également joué un rôle important de diffusion de la musique de son temps en créant des œuvres de Conrad Beck, Hans Haug et Othmar Schoeck, notamment.

## Membres
Les membres du Quatuor de Berne étaient :
- premier violon : Alexander van Wijnkoop ;
- second violon : Eva Zurbrügg (1971-1979), Christine Ragaz (à partir de 1979) ;
- alto : Heinrich Forster (1971-1977), Henrik Crafoord (à partir de 1977) ;
- violoncelle : Walter Grimmer (1971-1985), Angela Schwarz (à partir de 1985).

## Créations
Le Quatuor de Berne est le créateur de plusieurs œuvres, de Daniel Glaus (en) (Quatuor « Vom Abgrund nämlich... », 1987), Heinz Holliger (Quatuor, 1973), Klaus Huber (Quatuor no 2, 1985), Brian Ferneyhough (Quatuor no 1 « Sonates », 1975), Helmut Lachenmann (Tanzsuite mit Deutschlandlied pour quatuor et orchestre, 1980), Jacques Lenot (Sept Fragments, 1977) et Fritz Voegelin (de) (In memoriam F. Z., 1985), notamment.  